# فيليكس دي ألميدا مندونسا
فيليكس دي ألميدا مندونسا هو سياسي برازيلي، ولد في 23 مارس 1928 في Conceição do Almeida ‏ في البرازيل، وتوفي في 26 يونيو 2020 في البرازيل بسبب مرض فيروس كورونا 2019. نشط حزبياً في حزب تحالف التجديد الوطني ‏. وقد انتخب عضو مجلس النواب البرازيلي ‏.